# Vanhoeffenellidae
Vanhoeffenellidae es una familia de foraminíferos bentónicos de la superfamilia Astrorhizoidea, del suborden Astrorhizina y del orden Astrorhizida. Su rango cronoestratigráfico abarca desde el Ordovícico medio hasta la Actualidad.

## Discusión
Clasificaciones previas rabajaban Vanhoeffenellidae a la categoría de subfamilia (subfamilia Vanhoeffenellinae) y la incluían en la familia Astrorhizidae del suborden Textulariina del orden Textulariida.

## Clasificación
'Vanhoeffenellidae incluye a las siguientes subfamilia y géneros:
- Subfamilia Vanhoeffenellinae
  - Inauris
  - Vanhoffenella

Otros géneros inicialmente asignados a Vanhoeffenellidae y actualmente clasificados en otras familias son:
- Causia de la Subfamilia Vanhoeffenellinae , ahora en la Familia Saccamminidae